# 가인전목단

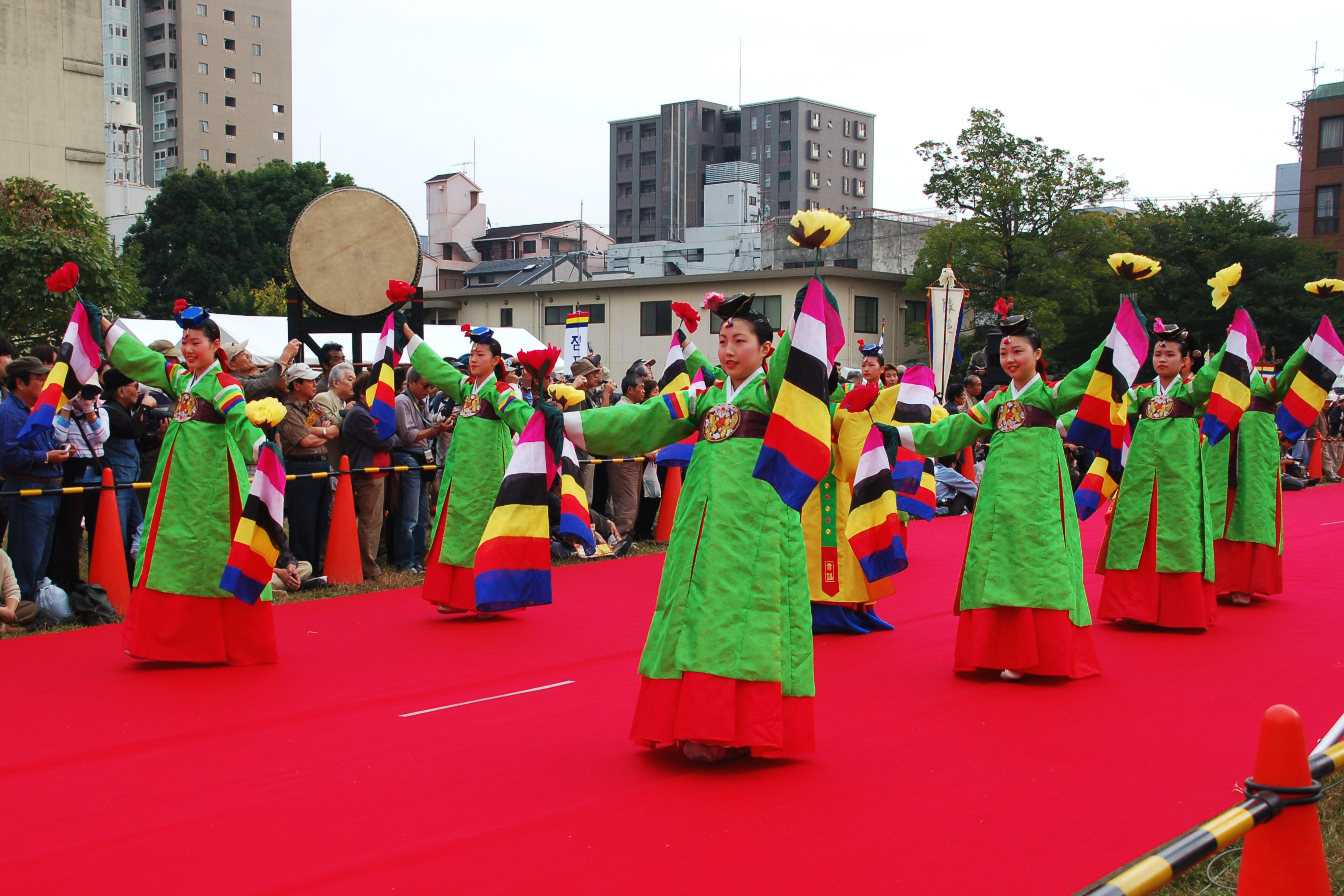

가인전목단(佳人剪牧丹)은 한국의 궁중무용이다. 조선 순조시 효명세자 익종이 지은 춤이다. 꽃을 꽂은 항아리(花樽)를 가운데 두고 8명의 무원(舞員)이 금봉관을 쓰고 색의(色衣)를 입고 모란을 꺾으며 춤추는 화기애애한 춤이다. 무용음악은 삼현환입(三絃還入－咸寧之曲)과 타령이다.
가인전목단은 1828년 무자진작의궤에 처음 기록되었다.

## 같이 보기
- 한국 무용
- 승전무
- 검무